# Радовка (Абдулинський міський округ)
Ра́довка (рос. Радовка) — село у складі Абдулинського міського округу Оренбурзької області, Росія.

## Населення
Населення — 97 осіб (2010; 123 у 2002).
Національний склад (станом на 2002 рік):
- росіяни — 89 %